# Zenith Steel
Zenith Steel (ook Jiangsu Zhongtian Steel genoemd, Chinees: 中天钢铁集团有限公司) is een groot privaat Chinees staalbedrijf uit de provincie Jiangsu. In 2020 produceerde het bijna 13 miljoen ton ruwstaal, waarmee het tot de grotere staalproducenten in de wereld behoorde.

## Activiteiten
Zenith Steel heeft een grote staalfabriek in Changzhou, gelegen aan het Peking-Hangzhou-kanaal. Langs dat kanaal wordt ijzererts aan- en staal afgevoerd. Het is een grote producent van walsdraad en staven.
De Zenith Steel Group omvat naast de productie, verkoop en transport van zijn staal ook vastgoed en financiële activiteiten en hotels.

### Fabrieken
| Fabriek              | Plaats    | Ruwstaalcapaciteit |
| -------------------- | --------- | ------------------ |
| Zenith Steel         | Changzhou | 11 mt/jaar         |
| Zenith Steel Nantong | Nantong   | 5,85 mt/jaar       |
| Zenith Steel Huai'an | Huai'an   | 1,5 mt/jaar        |

## Geschiedenis
Zhongtian Steel was een kleine staalfabriek met een productie van een kleine 60 duizend ton per jaar. Onder leiding van Dong Caiping, lid van het 11e en 12e Nationaal Volkscongres, groeide de capaciteit tot 13 miljoen ton.
In de jaren 2010 besloot de provincie Jiangsu, na Hebei de grootste staalproducerende provincie van het land, dat de staalfabrieken in de provincie op termijn naar de kust moesten verhuizen om de luchtvervuiling tegen te gaan. Bovendien moesten ze efficienter worden door meer met vlamboogovens te werken. Zenith Steel bouwde daarop een nieuwe staalfabriek in Nantong.
In 2021 moderniseerde Zenith Steel zijn staaldraadwalserij om speciaalstaal voor de auto-industrie te kunnen maken.